# Helicotricha carusoi
Helicotricha carusoi is een slakkensoort uit de familie van de Hygromiidae. De wetenschappelijke naam van de soort is voor het eerst geldig gepubliceerd in 1992 door Giusti, Manganelli & Crisci.